# Amerikaans voetbalkampioenschap 1968
In 1968 werd het het eerste seizoen van de North American Soccer League gespeeld. Atlanta Chiefs werd voor de eerste maal kampioen.

## North American Soccer League

### Eindstand
| Plaats | Atlantic Division  | Wed. | W  | G  | V  | DV | DT  | Ptn |
| ------ | ------------------ | ---- | -- | -- | -- | -- | --- | --- |
| 1.     | Atlanta Chiefs     | 31   | 18 | 6  | 7  | 50 | 32  | 174 |
| 2.     | Washington Whips   | 32   | 15 | 7  | 10 | 50 | 32  | 167 |
| 3.     | New York Generals  | 32   | 12 | 12 | 8  | 62 | 54  | 164 |
| 4.     | Baltimore Bays     | 32   | 13 | 3  | 42 | 43 | 61  | 128 |
| 5.     | Boston Beacons     | 32   | 9  | 6  | 17 | 51 | 69  | 121 |
| Plaats | Lakes Division     | Wed. | W  | G  | V  | DV | DT  | Ptn |
| 1.     | Cleveland Stokers  | 32   | 14 | 11 | 7  | 62 | 44  | 175 |
| 2.     | Chicago Mustangs   | 32   | 13 | 9  | 10 | 68 | 68  | 164 |
| 3.     | Toronto Falcons    | 32   | 13 | 6  | 13 | 55 | 69  | 144 |
| 4.     | Detroit Cougars    | 31   | 6  | 4  | 21 | 65 | 40  | 88  |
| Plaats | Gulf Division      | Wed. | W  | G  | V  | DV | DT  | Ptn |
| 1.     | Kansas City Spurs  | 32   | 16 | 5  | 11 | 61 | 43  | 158 |
| 2.     | Houston Stars      | 32   | 14 | 6  | 12 | 58 | 41  | 150 |
| 3.     | St. Louis Stars    | 32   | 12 | 6  | 14 | 47 | 59  | 130 |
| 4.     | Dallas Tornado     | 32   | 2  | 3  | 26 | 28 | 109 | 52  |
| Plaats | Pacific Division   | Wed. | W  | G  | V  | DV | DT  | Ptn |
| 1.     | San Diego Toros    | 32   | 18 | 6  | 8  | 65 | 38  | 186 |
| 2.     | Oakland Clippers   | 32   | 18 | 6  | 8  | 71 | 38  | 185 |
| 3.     | Los Angeles Wolves | 32   | 11 | 8  | 13 | 55 | 52  | 139 |
| 4.     | Vancouver Royals   | 32   | 12 | 5  | 15 | 51 | 60  | 136 |

Notities
- De punten telling:
  - Overwinning: 6 punten
  - Gelijkspel: 3 punten
  - Verlies: 0 punten
  - Doelpunten voor (maximaal 3 ptn per wedstrijd): 1 punt

### Playoffs
De kampioenen van de vier divisies spelen tegen elkaar in de playoffs.
| Halve Finale    | Halve Finale      | Halve Finale |
| Team 1          | Team 2            | Uitslag      |
| --------------- | ----------------- | ------------ |
| Atlanta Chiefs  | Cleveland Stokers | 1-1, 2-1     |
| San Diego Toros | Kansas City Spurs | 1-1, 1-0     |
| Finale          |                   |              |
| Team 1          | Team 2            | Uitslag      |
| Atlanta Chiefs  | San Diego Toros   | 0-0, 3-0     |

## Individuele prijzen
| Prijs                | Naam                | Team             |
| -------------------- | ------------------- | ---------------- |
| Most Valuable Player | Janusz Kowalik      | Chicago Mustangs |
| Topscorer            | Janusz Kowalik (30) | Chicago Mustangs |
| Beste nieuwkomer     | Kaizer Motaung      | Atlanta Chiefs   |